# 모리 다이지로
모리 다이지로(일본어: 森 泰次郎, 1991년 12월 8일 ~ )는 일본의 전 축구 선수이다.

## 구단 경력
과거 카탈레 도야마에서 활동하였다.